# La Baconnière

La Baconnière este o comună în departamentul Mayenne, Franța. În 2009 avea o populație de 1,538 de locuitori.